# Sony CDP-101

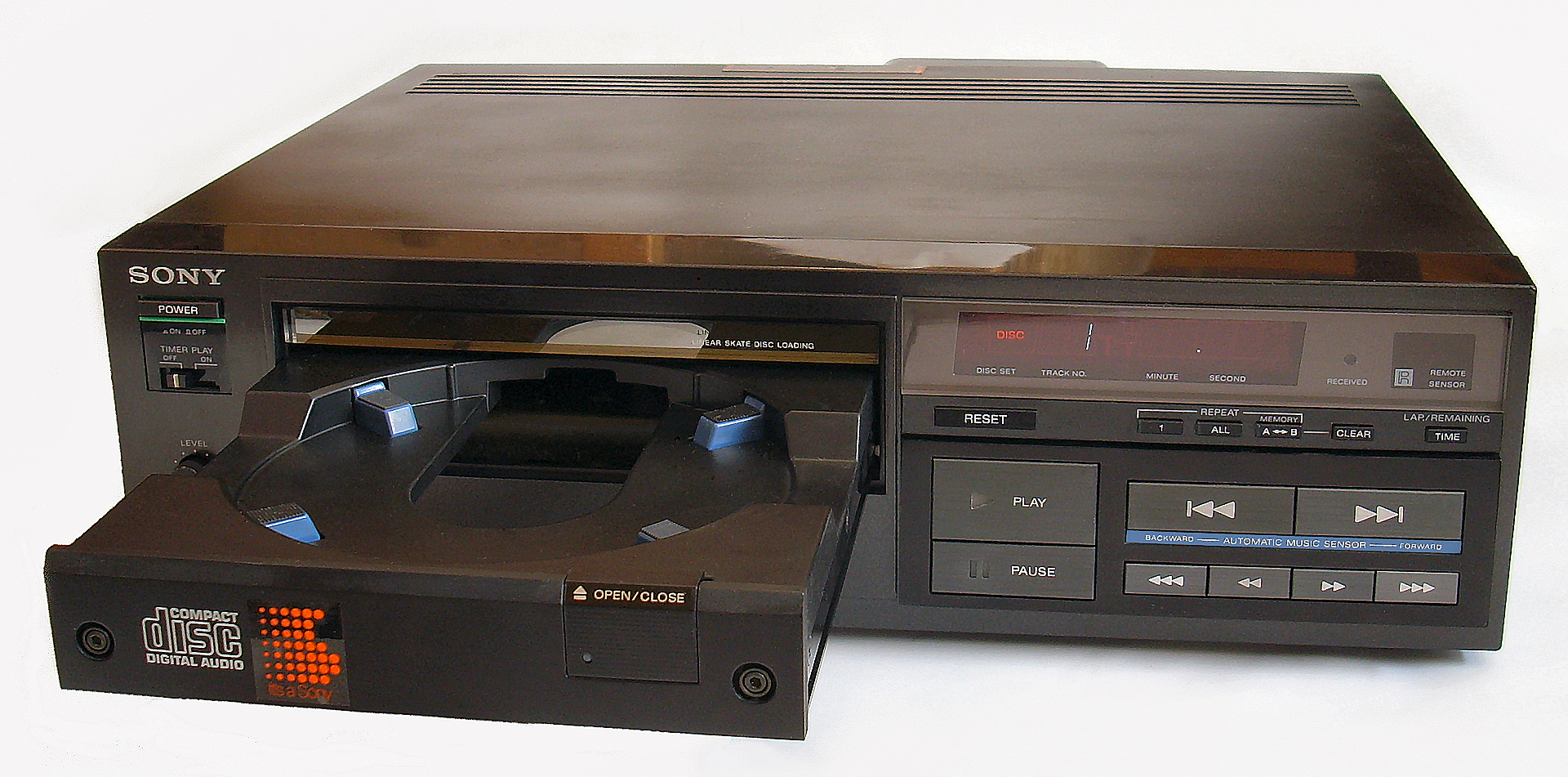
Sony CDP-101

Sony CDP-101 – odtwarzacz CD, pierwsze urządzenie tego typu na rynku konsumenckim. Urządzenie to uważa się za protoplastę linii odtwarzaczy CD Esprit.

## Produkcja
Jego premiera miała miejsce 1 października 1982. Cena w dniu premiery na rynku japońskim wynosiła 168 000 jenów. Firma Sony wyprzedziła o miesiąc korporację Royal Philips Electronics, która wprowadziła na rynek swój pierwszy konsumencki odtwarzacz CD, Philips CD-100, 1 listopada 1982. Odtwarzacz ten na początku swej rynkowej kariery dostępny był tylko w Europie i Japonii. Pierwsze egzemplarze trafiły na rynek USA dopiero na początku 1983 roku. Ostatnie egzemplarze opuściły fabrykę Sony na początku 1985 roku. Urządzenie to zapewniało pełną obsługę standardu CD-Audio (Red Book), włącznie z demodulacją EFM, detekcją i korekcją błędów CIRC oraz pełnym, szesnastobitowym, przetwarzaniem sygnału.

## Parametry techniczne

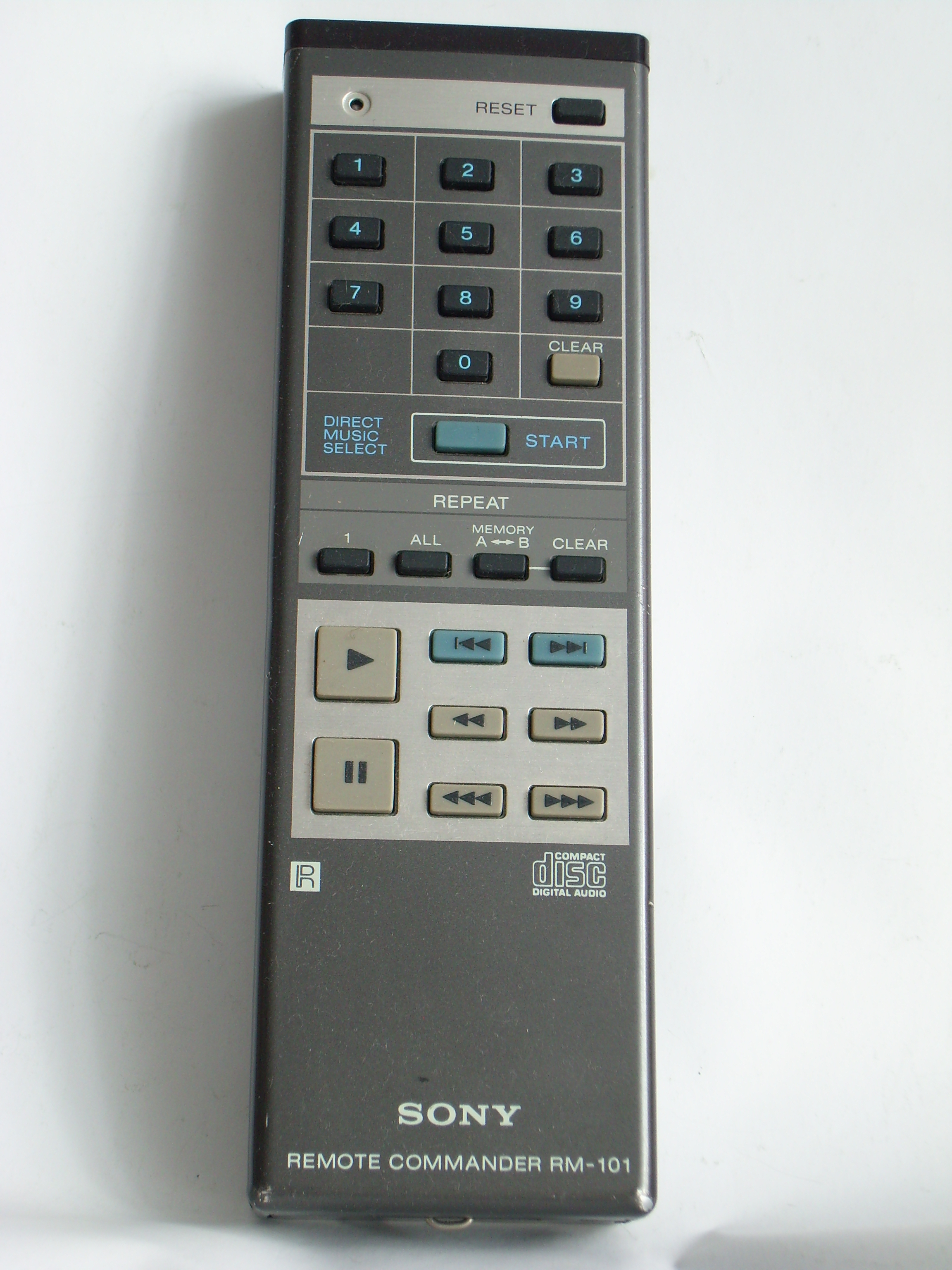
Pilot RM-101

- pasmo przenoszenia: 5Hz-20kHz ±0.5 dB
- współczynnik zniekształceń harmonicznych: 0,004% lub mniej (1 kHz)
- stosunek sygnał-szum: >90 dB
- dynamika: >90 dB
- separacja międzykanałowa: >90 dB
- opcjonalne akcesoria: obudowa TAC-101
- liczba układów scalonych: 34
- liczba silników: 4
- głowica laserowa: KSS-100A (AlGaAs)
- przetwornik D/A: CX20017
- pilot zdalnego sterowania: SONY RM-101
- opcjonalne akcesoria: obudowa TAC-101
- pobór prądu: 30 W
- wymiary: 355×105×325 mm
- waga: ~ 7,6 kg

## Opis konstrukcyjny

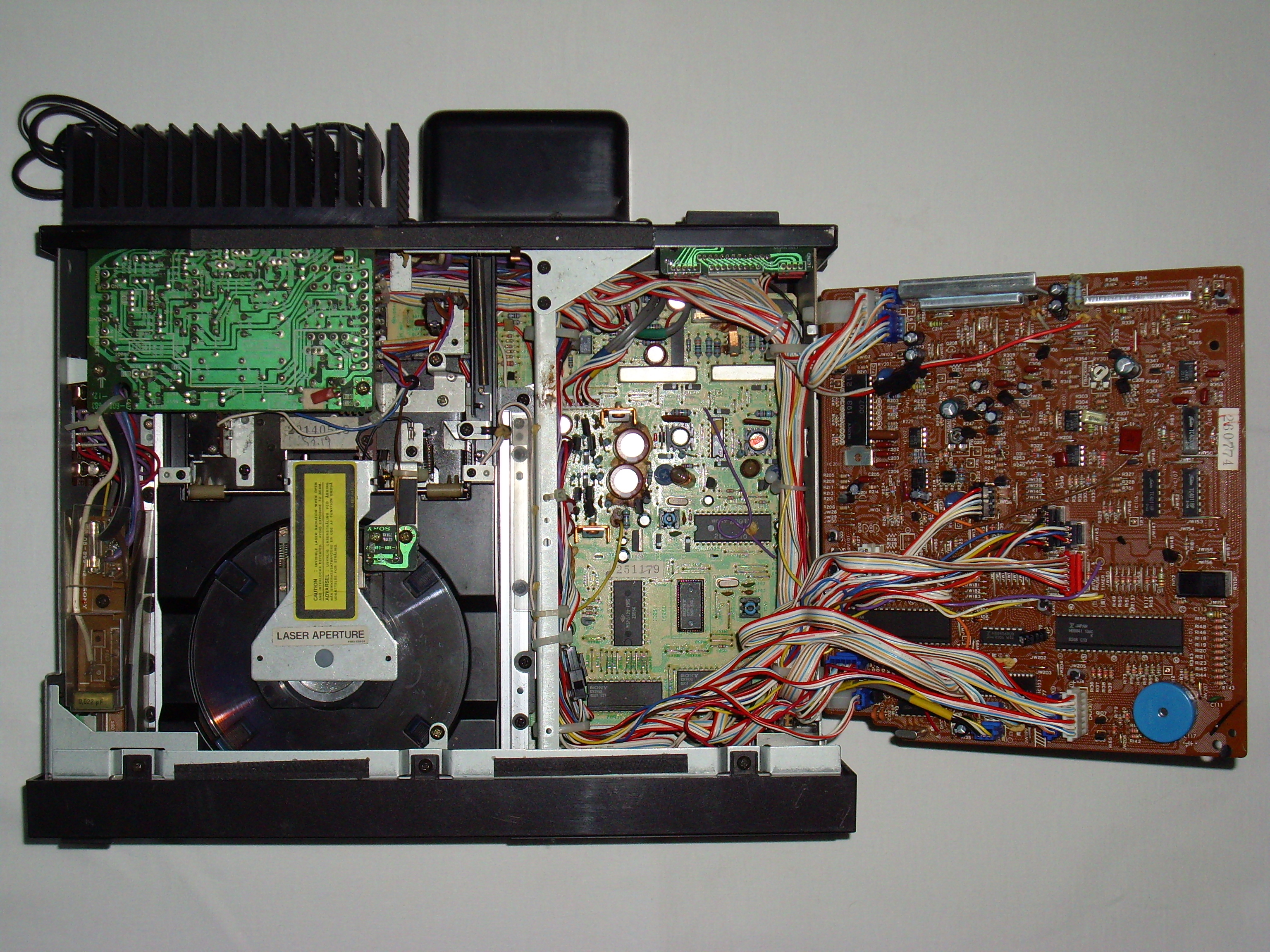
Wnętrze CDP-101

Odtwarzacz zawiera trzy mikroprocesory, cztery układy scalone wysokiej skali integracji (LSI), specjalizowany monolityczny przetwornik 16-bitowy oraz znaczną liczbę elementarnych układów scalonych zarówno analogowych, jak i cyfrowych. Zespół głowicy KSS-100A zbudowano w oparciu o półprzewodnikowy emiter i matrycowy detektor wiązki laserowej. Blok serwosterowania zrealizowano w głównej mierze na elementarnych wzmacniaczach operacyjnych. Ponieważ urządzenie nie realizowało funkcji oversamplingu i filtrowania cyfrowego wyposażone zostało w precyzyjne filtry kwarcowe firmy Murata usuwające pozostałości po konwersji cyfrowo-analogowej. Do napędu płyty CD użyto, bezszczotkowego silnika synchronicznego sterowanego czujnikami hallotronowymi.
Urządzenie zawiera także 26-pinowy port wyjściowy, oznaczony przez producenta Accessory Connector. Pierwotnie miał on służyć do podłączenia zewnętrznych dodatkowych modułów realizujących wyświetlanie grafiki z płyt CD. Pomysł ten został jednak porzucony i nowocześniejsze wersje odtwarzaczy tej firmy zostały tego złącza pozbawione. Innym rozwiązaniem zastosowanym w tym urządzeniu jest system Anti Shock, który pojawił się w urządzeniach konkurencji dopiero po wielu latach.